# Conrad I de Merania
Conrad I (d. 18 februarie 1159) a fost duce de Merania de la anul 1153 până la moarte.
Înainte de a deveni duce de Merania, Conrad fusese vogt (avocat) al Sfântului Andrei la Freising începând din 1150 și conte de Dachau (sub numele de Conrad al II-lea) de la 1152.
Conrad a fost primul dintre cei doi fii au contelui Conrad I de Dachau. El a moștenit Dachau de la tatăl său, ca și pământuri din Dalmația care anterior formaseră Marca de Carniola de la mama sa, Willibirg, care le preluase de la Adelaida, fiica margrafului Poppo al II-lea de Carniola. În 1156, Conrad a acordat Dachau, unde figurează în documentele contemporane cu titlul de dux, fratelui său mai tânăr, Arnold. Conrad a murit într-o luptă la Bergamo, în Italia de nord, după care a fost înmormântat la Scheyern. 
El a fost căsătorit cu Adelaida, fiica ducelui Henric de Lorena, dinainte de 1140. Din această căsătorie nu a rezultat niciun copil, iar Conrad s-a recăsătorit  după moartea Adelaidei (petrecută înainte de 1146). Cea de a doua soție, Matilda de Falkenstein, i-a oferit un fiu, Conrad al II-lea, care a moștenit mai întâi Merania, iar din 1172 și Dachau.